# La classe operaia va in paradiso
La clase obrera va al Paraíso (La classe operaia va in paradiso) es una película de drama político de 1971 dirigida por Elio Petri. Representa el entendimiento de un trabajador de fábrica de su propia condición como una simple herramienta en el proceso de producción e, implícitamente, su lucha con los sindicatos.
La película compitió en el Festival de Cine de Cannes de 1972 , donde empató en el Grand Prix International du Festival, el más alto honor. En Italia, también ganó el David di Donatello a la Mejor Película.

## Sinopsis
Denuncia de las condiciones laborales en las fábricas mediante la historia de un obrero modelo que, a raíz de un accidente, se hace sindicalista.

## Reparto
- Gian Maria Volontè - Lulù Massa
- Mariangela Melato - Lidia
- Gino Pernice - sindicalista
- Luigi Diberti - Bassi
- Donato Castellaneta - Marx
- Giuseppe Fortis - Valli
- Corrado Solari
- Flavio Bucci - Operador
- Luigi Uzzo
- Giovanni Bignamini
- Ezio Marano - the timekeeper

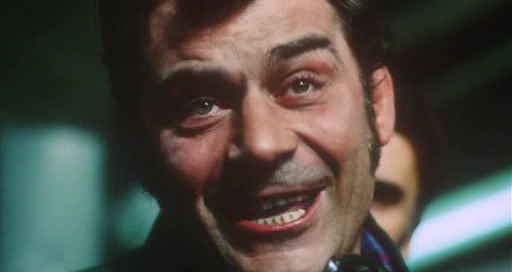
Gian Maria Volonté en un fotograma de la película

- Adriano Amidei Migliano - el técnico
- Antonio Mangano
- Lorenzo Magnolia
- Federico Scrobogna - Pinuccio

## Producción
La película se filmó en una fábrica real en Novara (Piamonte), y muchos de sus empleados actuaron como extras en la película.

## Recepción

### Crítica
La película tuvo mayormente críticas positivas y buen reconocimiento internacional. "No hay duda de que el director y guionista, de convicciones comunistas, ha proyectado una visión cínica de la clase trabajadora que es al mismo tiempo fascinante y aleccionadora. (...) una confesa 'propaganda' del director mostrada con fuerza, (...) Pero, lo que es más importante, es un drama humano ligeramente conmovedor, y a ratos, inquietante", expresó A.H. Weiler de The New York Times.